# خوش‌قدم ۲
خوش قدم ۲ (به انگلیسی: Happy Feet 2) یک انیمیشن استرالیایی-آمریکایی سه‌بعدی، خانوادگی و موزیکال است که در سال ۲۰۱۱ به کارگردانی جرج میلر ساخته‌شد. این فیلم قسمت دوم فیلم خوش‌قدم می‌باشد

## داستان
پس از اینکه مامیل به دلیل بد بودن صدایش از پنگوئن‌های دیگر جدا شد، سفر شگفت‌انگیزی را شروع کرد مدت‌ها از این جریان می‌گذرد و مامبل با دختر مورد علاقه اش گلوریا ازدواج کرده است. آنها صاحب فرزندی شده‌اند که اریک نام دارد او نیز مانند پدر و مادرش استعدادهای نهفته ایی در خود دارد که…